# Ozero Bobritsa
Ozero Bobritsa (ryska: Озеро Бобрица) är en sjö i Belarus.   Den ligger i voblasten Vitsebsks voblast, i den norra delen av landet, 140 km nordost om huvudstaden Minsk. Ozero Bobritsa ligger 147 meter över havet. Arean är 0,53 kvadratkilometer. Den sträcker sig 1,1 kilometer i nord-sydlig riktning, och 1,8 kilometer i öst-västlig riktning.
Omgivningarna runt Ozero Bobritsa är en mosaik av jordbruksmark och naturlig växtlighet. Runt Ozero Bobritsa är det ganska glesbefolkat, med 22 invånare per kvadratkilometer.